# Pilot Car

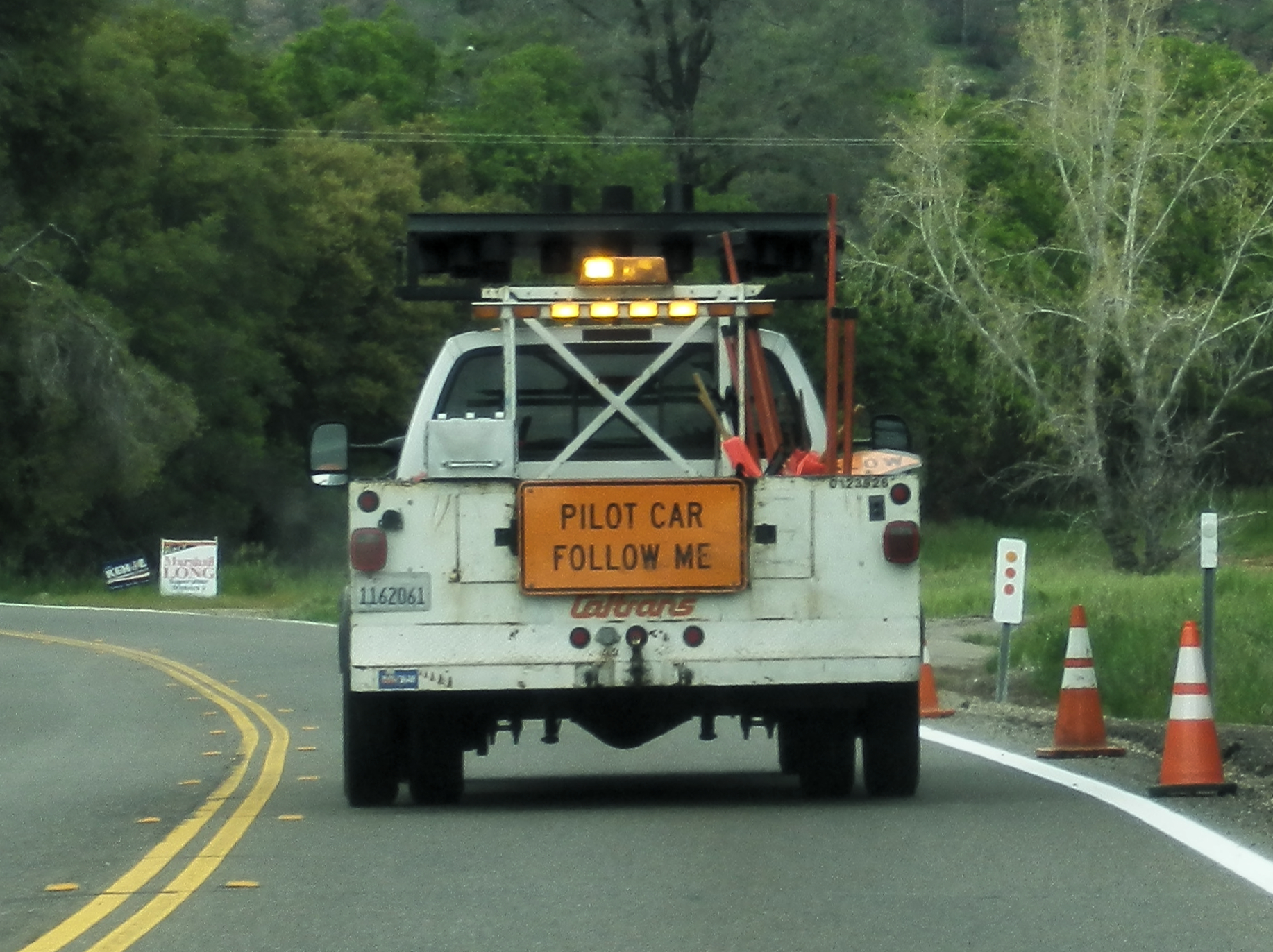
Pilot Car in Kalifornien

Ein Pilot Car (dt. „Lotsenfahrzeug“) ist ein Begleitfahrzeug, das in den USA und Kanada eingesetzt wird, um den Durchgangsverkehr an einer Straßenbaustelle in einer Fahrtrichtung abzusichern.
Anstelle von Baustellenampeln gibt es in den Vereinigten Staaten bei den oft langgezogenen Baustellen die Verkehrsregel, dass diese nur unter Führung eines Pilot Cars passiert werden dürfen. Dieses fährt auf dem freigegebenen Weg voraus, alle Fahrzeuge müssen dem Pilot Car folgen. Da die Baustellen dort sehr unübersichtlich sind und teils ohne Fahrbahnbelag nur auf Sand oder Schotter führen, drohen ansonsten ernsthafte Schäden an den Fahrzeugen. Eine Missachtung zieht oftmals sehr hohe Geldstrafen nach sich.
Pilot Cars werden auch als Begleitfahrzeuge bei Schwertransporten eingesetzt. Die einzelnen Bundesstaaten haben dazu ihre jeweils eigenen Vorschriften.